# رناتو ناوارینی
رناتو ناوارینی (ایتالیایی: Renato Navarrini؛ ۱۸ اوت ۱۸۹۲ – ۲۰ ژانویه ۱۹۷۲) هنرپیشه اهل ایتالیا بود.
از فیلم‌های او می‌توان به مارکو ویسکونتی، احساس مالکیت، شش همسر باربابلو، معجزه در میلان و شیر یا خط اشاره کرد.